# Championnats du monde de patinage de vitesse sur piste courte 2015
Navigation
Édition précédente Édition suivante
Les Championnats du monde de patinage de vitesse sur piste courte 2015 se déroulent à Moscou en Russie entre le 13 mars 2015 et le 15 mars 2015. L'évènement est géré par l'Union internationale de patinage.
Il y a douze épreuves au total : six pour les hommes et six pour les femmes. Les différentes distances sont le 500 mètres, le 1 000 mètres, le 1 500 mètres, le 3 000 mètres, le relais de 3 000 mètres (5 000 mètres pour les hommes) et un titre décerné au meilleur patineur sur l'ensemble des épreuves.

## Palmarès
| Épreuves        | Or               | Argent             | Bronze          |
| --------------- | ---------------- | ------------------ | --------------- |
| Hommes          |                  |                    |                 |
| 500 m           | Wu Dajing        | Shaolin Sandor Liu | Han Tianyu      |
| 1 000 m         | Park Se-yeong    | Charles Hamelin    | Shi Jingnan     |
| 1 500 m         | Semen Elistratov | Sjinkie Knegt      | Charles Hamelin |
| 3 000 m         | Sjinkie Knegt    | Park Se-yeong      | Wu Dajing       |
| 5 000 m relais  | Chine            | Hongrie            | Pays-Bas        |
| Toutes épreuves | Sjinkie Knegt    | Park Se-yeong      | Wu Dajing       |
| Femmes          |                  |                    |                 |
| 500 m           | Fan Kexin        | Elise Christie     | Arianna Fontana |
| 1 000 m         | Choi Min-jeong   | Elise Christie     | Arianna Fontana |
| 1 500 m         | Arianna Fontana  | Shim Suk-hee       | Choi Min-jeong  |
| 3 000 m         | Choi Min-jeong   | Shim Suk-hee       | Kim Alang       |
| 3 000 m relais  | Corée du Sud     | Chine              | Italie          |
| Toutes épreuves | Choi Min-jeong   | Arianna Fontana    | Shim Suk-hee    |

## Tableau des médailles
| Rang | Nation       | Or | Argent | Bronze | Total |
| ---- | ------------ | -- | ------ | ------ | ----- |
| 1    | Corée du Sud | 5  | 4      | 3      | 12    |
| 2    | Chine        | 3  | 1      | 4      | 8     |
| 3    | Pays-Bas     | 2  | 1      | 1      | 4     |
| 4    | Italie       | 1  | 1      | 3      | 5     |
| 5    | Russie       | 1  | 0      | 0      | 1     |
| 6    | Hongrie      | 0  | 2      | 0      | 2     |
| 6    | Royaume-Uni  | 0  | 2      | 0      | 2     |
| 8    | Canada       | 0  | 1      | 1      | 2     |